# Minúscula 39
Minúscula 39 (en la numeración Gregory-Aland), A140 (Soden) es un manuscrito griego en minúsculas del Nuevo Testamento escrito en vitela. Es datado paleográficamente en el siglo XI.
Tiene contenidos complejos y algunas notas marginales.

## Descripción
El códice contiene el texto completo de los cuatro Evangelios en 288 hojas de pergamino (33.5 cm por 26 cm). Los evangelios de Mateo y Marcos fueron escritos por distintas manos.
El texto está dividido de acuerdo a los κεφαλαια (capítulos), cuyos números se colocan al margen del texto, y los τιτλοι (títulos) en la parte superior de las páginas. El texto de los Evangelios tiene una división de acuerdo con las más pequeñas Secciones Amonianas (en Marcos, 241 secciones; la última en 16:20).
Contiene listas de los κεφαλαια (tablas de contenido), y suscripciones al final de cada Evangelio, con los números de στιχοι. Cuenta con un comentario, en el evangelio de Marcos, de Victorino, a partir del mismo original que el del códice 34.
No contiene los textos de Mateo 16:2b-3 y la perícopa de la adúltera (Juan 7:53-8:11).

## Texto
El texto griego de este códice es representativo del tipo textual bizantino. Aland lo colocó en la Categoría V. No fue examinado usando el Perfil del Método de Claremont.

## Historia
El manuscrito fue escrito en Constantinopla por el patriarca Sergio II (999-1019), a comienzos del siglo XI. En 1218 fue llevado por el monje Makarius al monte Athos.
Fue examinado y descrito por Scholz, Burgon y Paulin Martin.
El manuscrito fue añadido a la lista de los manuscritos del Nuevo Testamento por Wettstein. C. R. Gregory vio el manuscrito en 1885.
Se encuentra actualmente en la Bibliothèque nationale de France (Coislin Gr. 23) en París.